# Йота Центавра
Йота Центавра (ι Cen / ι Centauri) — обозначение Байера звезды в южном созвездии Центавр примерно в 18 пк от Земли. Йота Центавра имеет видимую величину 2,73m, что делает её легко видимой невооружённым глазом.

## Характеристики звёздной системы
Относится к бело-жёлтым звёздам главной последовательности спектрального класса А2V. Является молодой переменной звездой с хромосферной активностью, сила магнитного поля составляет 77±30 Гс. Считается, что Йота Центавра принадлежит к звёздной кинематической группе рассеянного звёздного скопления IC 2391, которая состоит примерно из 16 сопутствующих звёзд, сформировавшихся в одном молекулярном облаке по крайней мере 45 миллионов лет назад.
Излучение Йоты Центавра обладает избытком инфракрасного излучения, что указывает на наличие околозвёздного пылевого диска. Диск расположен на расстоянии 6 а. е. от звезды и обладает необычно большой яркостью для её возраста 350⋅106 лет. Последнее объясняется либо частыми катастрофическими столкновениями между планетезималями, либо их необычными физическими свойствами, которые приводят к избыточному количеству пыли в диске.